# Alexis Mac Allister
Alexis Mac Allister (Santa Rosa, 24 de dezembro de 1998) é um futebolista argentino que atua como meio-campista. Atualmente defende o Liverpool.

## Carreira

### Argentinos Juniors
Assim como seus dois irmãos, começou sua carreira no Club Social y Deportivo Parque antes de ingressar nas categorias de base do Argentinos Juniors. Ele fez sua estreia profissional em 30 de outubro de 2016, entrando como substituto no segundo tempo no lugar de Iván Colman em um empate em casa por 0–0 contra o Central Córdoba.
Em 25 de novembro de 2017, Mac Allister e seus dois irmãos jogaram juntos pela primeira vez, em uma derrota por 1–0 contra o San Lorenzo; Alexis e Francis foram titulares, enquanto Kevin entrou como substituto. Ele marcou seu primeiro gol na primeira divisão em 5 de março de 2018, marcando o primeiro gol na vitória em casa por 2–0 sobre o Boca Juniors.

### Brighton & Hove Albion
Em 24 de janeiro de 2019, Mac Allister assinou com o Brighton & Hove Albion.

#### Empréstimos
Como parte do acordo de Brighton, Mac Allister foi emprestado de volta ao Argentinos Juniors pelo restante da Premier League de 2018–19.
Em junho de 2019, o Boca Juniors concluiu a assinatura do empréstimo de Mac Allister; ligando-o ao irmão Kevin, que havia se juntado ao clube por empréstimo seis meses antes. Mac Allister marcou em sua estreia no Boca, marcando o único gol do clube no jogo de ida das oitavas de final da Copa Libertadores sobre o Athletico Paranaense em 25 de julho. Em 5 de agosto, Mac Allister jogou seu primeiro jogo no campeonato pelo Boca, quando entrou como substituto na vitória por 2–0 fora de casa contra o Patronato.

### Retorno ao Brighton

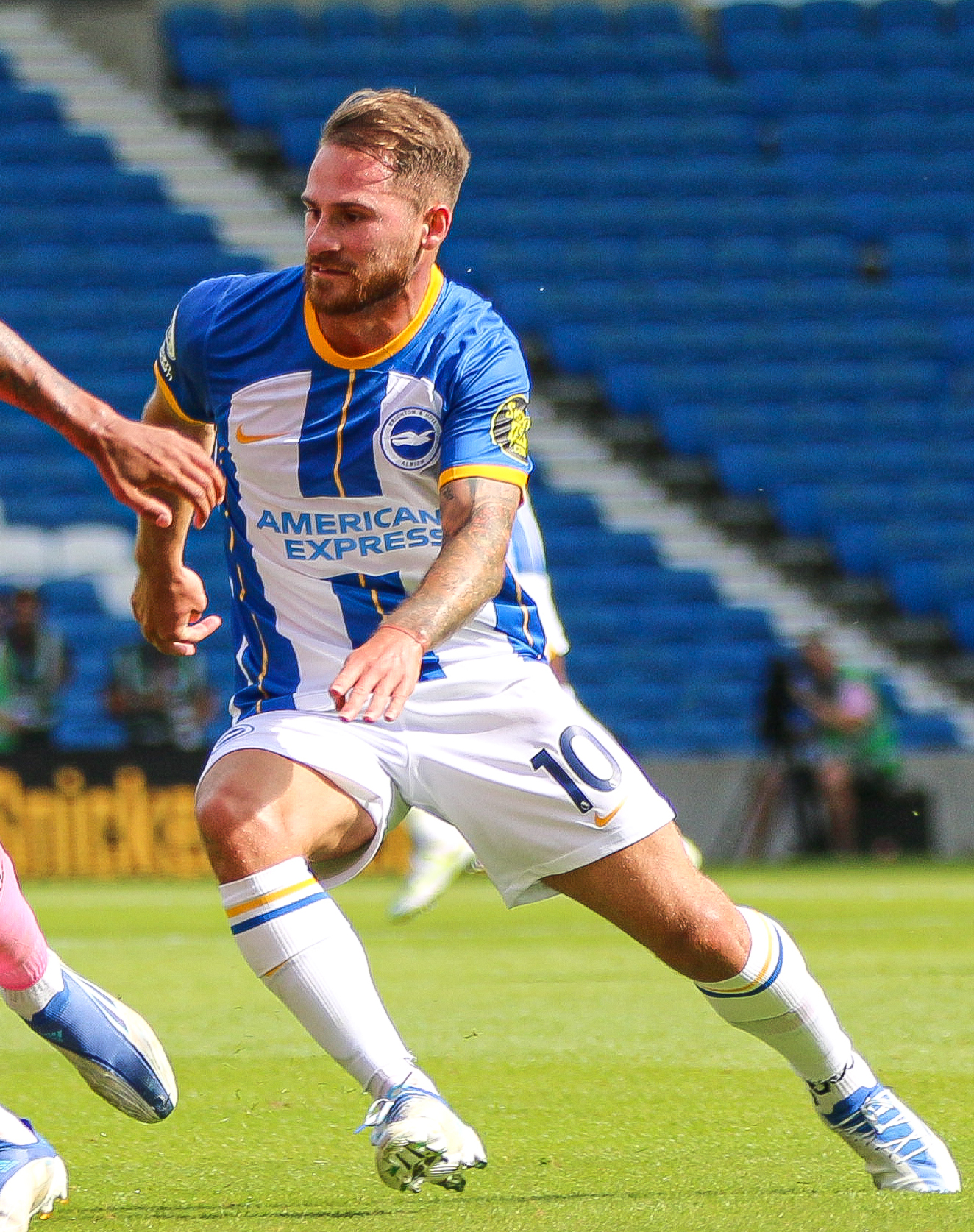
Mac Allister pelo Brighton em 2022

No jogo de abertura da temporada contra o Manchester United, Mac Allister marcou um gol contra na vitória por 2–1 que viu o Brighton conquistar sua primeira vitória em Old Trafford. Duas semanas depois, anotou mais um gol, marcando de pênalti na vitória por 2–0 sobre o West Ham, e marcou outro pênalti na derrota por 2–1 para o Fulham. Mac Allister marcou dois gols, incluindo um terceiro pênalti em quatro jogos, depois de ter um gol anulado pelo VAR na vitória por 5–2 em casa sobre o Leicester.
Com a camisa do Brighton, o argentino disputou 112 partidas e marcou 20 gols, além de ter distribuído nove assistências.

### Liverpool
Teve a sua contratação oficializada pelo Liverpool no dia 7 de junho de 2023. Aos 24 anos, o jogador custou 35 milhões de libras e assinou contrato até junho de 2028.
| “                                  | Desde que ganhei a Copa do Mundo, eu queria ganhar mais troféus e acho que este clube vai me ajudar a fazer isso. Esse é o objetivo e quando você está em um grande clube, você tem que ganhar troféus. Então, é isso que eu quero. | ” |
| — Mac Allister em sua apresentação | |   |

Mac Allister estreou pelo clube no dia 19 de julho, num amistoso internacional contra o Karlsruher, da Segunda Divisão Alemã. O meio-campista argentino deu uma assistência e viu sua equipe vencer por 4–2.

## Seleção Nacional

### Sub-20
Logo após estrear pelos argentinos, Mac Allister recebeu uma convocação de Claudio Úbeda para a Seleção Sub-20. O jogador foi selecionado para a Seleção Argentina principal pela primeira vez em agosto de 2019, antes dos amistosos nos Estados Unidos em setembro contra Chile e México. Sua estreia internacional chegou na partida com o Chile no Los Angeles Memorial Coliseum em 5 de setembro.

### Olimpíadas de Tóquio
Em 1 de julho de 2021, Mac Allister foi nomeado para a Seleção Olímpica para os Jogos Olímpicos de Verão de 2020 em Tóquio, que ocorreram em 2021 devido ao adiamento do ano anterior como resultado da pandemia de COVID-19. Ele jogou no jogo de abertura da Argentina contra a Austrália começando a partida, jogando 78 minutos da eventual derrota por 2-0 no Sapporo Dome em Sapporo em 22 de julho. Ele começou os próximos dois jogos da fase de grupos, uma vitória por 1–0 sobre o Egito em 25 de julho novamente no Sapporo Dome e um empate por 1–1 com a Espanha em 28 de julho no Estádio Saitama 2002.

### Principal
Mac Allister foi convocado para a seleção principal da Argentina em janeiro de 2022, depois de dois anos e meio desde suas duas primeiras convocações. No entanto, ele testou positivo para COVID-19 e perdeu a vitória da Argentina nas Eliminatórias da Copa do Mundo de 2022 sobre o Chile. Ele finalmente fez sua primeira aparição pela seleção por quase três anos, onde foi titular na vitória por 3–0 em casa sobre a Venezuela em 25 de março. Cinco dias depois, no empate com o Equador, ele foi forçado a sair depois de ser vítima de uma entrada na altura do joelho e, devido à lesão subsequente, foi enviado de volta a Brighton antes do próximo jogo. Em 1º de junho, Mac Allister ficou no banco de reservas na vitória da Argentina sobre a Itália na Finalíssima de 2022, realizada no Estádio de Wembley.

#### Copa do Mundo de 2022
Durante a Copa do Mundo no Catar, foi utilizado por Lionel Scaloni como opção de banco em cinco jogos e saiu como titular diante da Holanda nas quartas de final. Contra a Polônia, na fase de grupos, marcou um dos golos da vitória por 2-0.

## Vida pessoal
Os irmãos mais velhos de Mac Allister, Francis e Kevin, também são jogadores profissionais de futebol. Eles são filhos de Carlos Mac Allister e sobrinhos de Patricio Mac Allister, ambos jogadores aposentados. Mac Allister é descendente de irlandeses e escoceses.
Em entrevista ao The Athletic, ele disse: "Lembro que todos me chamavam de Colo, que é "ruivo" na Argentina. Eu não gosto muito disso e Messi disse aos companheiros de equipe: 'Ele não gosta de ser chamado de Colo, então não o chamem assim!'"

## Títulos
Argentinos Juniors
- Primera B Nacional: 2016–17

Boca Juniors
- Campeonato Argentino: 2019–20

Liverpool
- Copa da Liga Inglesa: 2023–24
- Premier League: 2024–25

Argentina
- Torneio Pré-Olímpico: 2020
- Copa dos Campeões CONMEBOL–UEFA: 2022[30]
- Copa do Mundo FIFA: 2022
- Copa América: 2024